# Gustav Lotze
Ernst Gustav Lotze (født 14. december 1825 i København, død 17. december 1893 i Odense) var en dansk apoteker og etatsråd.
Lotze var søn af farmaceut og materialist Ernst Gerhard Lotze (1768-1849, gift 1. gang med Caroline Henriette Rosalie Kleinstüber, ca. 1778-1821) og Charlotte Christine Kleinstüber (1787-1873). Han modtog først privatundervisning og kom senere i Borgerdydskolen på Christianshavn, var discipel på Vajsenhus Apoteket i København 1841-46, blev farmaceutisk kandidat 1847 og var de følgende fire år assistent på Polyteknisk Læreanstalt og samtidig manuduktør i kemi. Efter en udenlandsrejse 1852 havde han kort Tid plads på Kong Salomons Apotek i København.
Han drev fra 1853 Løveapoteket i Odense, som han udvidede med flere nye bygninger, og i 1860 etablerede Lotze et grossistfirma, der leverede droger og kemikalier til apoteker. Han var idémanden bag etableringen af Albani Bryggerierne, men det blev dog studiekammeraten Theodor Schiøtz, der realiserede planen. Fra 1864 og i næsten 30 år var Lotze medlem af Odense Byråd for Højre, og var som byrådsmedlem blandt andet hovedmanden bag opførelsen af Fyns Kunstmuseum, der blev indviet i 1885. Han var også optaget af kanal- og havnevæsenet samt af fattigvæsenet.
Gustav Lotze havde mange tillidsposter. 1848-50 og 1851-52 sad han i bestyrelsen for Den pharmaceutiske Forening, var kasserer i Det pharmaceutiske Understøttelsesselskab fra 1854, bestyrelsesmedlem i Danmarks Apotekerforening fra 1867 og dens formand fra 1872, samme år var han medstifter af og bestyrelsesmedlem i Fonden til det pharmaceutiske Studiums Fremme. 1859-86 var han eksaminator for Fyens Stift ved farmaceutisk medhjælpereksamen, og han var æresmedlem af flere udenlandske farmaceutiske selskaber. Han var medlem af mange bestyrelser, bl.a. for Fyens Disconto Kasse, Sydfyenske Jernbaner og Odense Telefonselskab.
En af Odenses centrale parker, Lotzes Have, anlagt 1853-1855, er opkaldt efter Gustav Lotze. Haven var oprindeligt beplantet med krydder- og lægeurter. Apotekets bygningskompleks blev revet ned i 1960'erne. Kunsthistorikeren Harald Langberg har skrevet om bygningerne og haven.
Lotze blev etatsråd 1884, Ridder af Dannebrog 1865 og Dannebrogsmand 1876.
Han blev gift 12. september 1855 i Holmens Kirke med Christiane Charlotte Boeck (12. september 1832 i Serampore – 25. september 1908 i Odense), datter af konst. guvernør, regeringsråd i Serampore Johan Christian Boeck (1795-1836) og Sophie Christine Schou (1810-1881).
Han er begravet i Odense. Der findes portrætmalerier af Frederik Vermehren 1902 og af A. Behrend 1891 og 1894. Buste af Aksel Hansen 1885 i Odense Museum. Portrætmedaljon af samme på graven 1896. Træsnit 1874.